# ジョージ・モンタギュー (初代モンタギュー公爵)
初代モンタギュー公爵ジョージ・モンタギュー（英語: George Montagu, 1st Duke of Montagu KG PC FRS FSA、1712年7月26日 – 1790年5月23日）は、イギリスの貴族。

## 生涯
第3代カーディガン伯爵ジョージ・ブルーデネルとエリザベス・ブルース（1689年1月頃 – 1745年12月、第3代エルギン伯爵および第2代アイルズベリー伯爵トマス・ブルースの娘）の息子として、1712年7月26日にリンカーンズ・イン・フィールズのカーディガン・ハウス（Cardigan House）でジョージ・ブルーデネル（George Brudenell）として生まれ、8月1日にセント・ジャイルズ・イン・ザ・フィールズで洗礼を受けた。1726年7月1日にオックスフォード大学クイーンズ・カレッジに入学、1730年1月31日にM.A.の学位を修得した。また、1727年10月1日のジョージ2世戴冠式ではページ・オブ・オナーの1人だった。
1732年7月5日に父が死去すると、カーディガン伯爵の爵位を継承した。その後、1749年7月15日に妻の父にあたる第2代モンタギュー公爵ジョン・モンタギューが死去すると、姓をモンタギューに改めた。
1749年12月7日に王立協会フェローに選出され、1784年4月1日にロンドン考古協会フェローに選出された。
1742年から1752年まで北トレント巡回裁判官を、1752年から1790年までウィンザー城管理長官及び総督を務めたほか、1752年6月4日にガーター勲章を授与され、またトーリー党に所属したため1766年11月5日にグレートブリテン貴族であるモンザーマー侯爵とモンタギュー公爵に叙された。このとき、同じく公爵の娘と結婚しているヒュー・スミソンも公爵への叙爵を打診されたが、ジョージ3世が求めた、爵位の継承権を公爵の娘の末裔に限定する要求について、スミソンが受け入れた一方、モンタギューは拒否したという。
1776年6月5日に枢密顧問官に任命され、同年から1780年まで王太子ジョージとフレデリック王子の家庭教師を、1780年から1790年まで主馬頭を、1789年から1790年までハンティンドンシャー統監を務めた。
息子に先立たれたため、1786年8月21日に娘エリザベスの息子への特別残余権（special remainder）つきでボートンのモンタギュー男爵に叙された。そして、1790年5月23日に自宅で死去すると、モンタギュー公爵とモンザーマー侯爵の爵位は断絶、ボートンのモンタギュー男爵は娘エリザベスの息子ヘンリーが、カーディガン伯爵は弟ジェームズが継承した。年収1万2千ポンドの価値がある地所は伯爵位とともに弟ジェームズが継承したが、それ以外の遺産は娘エリザベスが継承した。

## 家族
1730年7月7日、セント・ジャイルズ・イン・ザ・フィールズでメアリー・モンタギュー（1711年頃 – 1775年5月1日、第2代モンタギュー公爵ジョン・モンタギューの娘）と結婚、1男3女をもうけた。
- ジョン（1735年 – 1770年） - 初代ボートンのモンタギュー男爵
- エリザベス（1743年5月29日 – 1827年11月21日） - 1767年5月2日、第3代バクルー公爵ヘンリー・スコットと結婚、子供あり
- メアリー - 生涯未婚
- ヘンリエッタ - 生涯未婚